# Frestonia
Frestonia, tên chính thức Cộng hòa Tự do và Độc lập Frestonia (tiếng Anh: Free and Independent Republic of Frestonia) là một vi quốc gia ở London, Vương quốc Anh, được thành lập bởi những công dân sống trên đường Freston vào năm 1977. Cư dân của nước này bao gồm các nghệ sĩ, nhạc sĩ, nhà văn, diễn viên và nhà hoạt động. Nam diễn viên David Rappaport là Bộ trưởng Ngoại giao, trong khi nhà viết kịch Heathcote Williams là Đại sứ tại Vương quốc Anh.

## Địa lý
Frestonia bao gồm một tam giác đất rộng 1,8 mẫu Anh (0,73 ha) (bao gồm cả các khu vườn chung) được hình thành bởi đường Freston, đường Bramley và đường Shalfleet, W10, vào thời điểm đó thuộc về Khu Hammersmith của London. Vùng đất này hiện thuộc về Khu Hoàng gia Kensington và Chelsea.
Trước khi xây dựng Westway, đường Freston được gọi là đường Latimer, và ga tàu điện ngầm gần đó vẫn mang tên cũ.

## Văn hóa, giao tiếp, giao thông và kinh tế

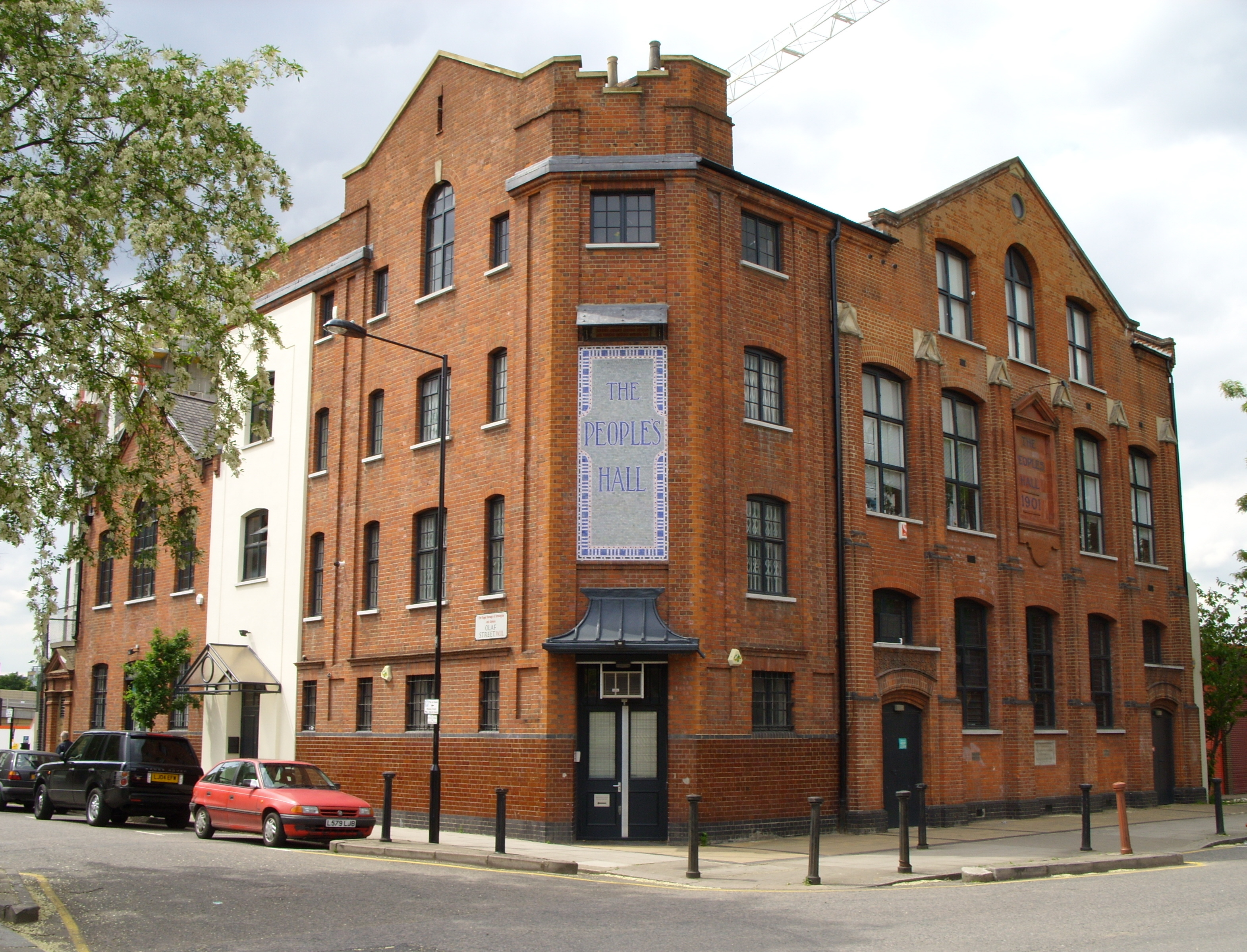
"Trụ sở của Nhân dân", Frestonia. Tâm điểm của cộng đồng Frestonia, đây là tòa nhà quan trọng duy nhất từ thời kỳ độc lập của Frestonia vẫn còn tồn tại trên đường Freston, và là địa điểm thu âm phần lớn album Combat Rock của The Clash